# Hőgyész, Tolna
Hőgyész  este un sat în districtul Tamás, județul Tolna, Ungaria, având o populație de 2.964 de locuitori (2011). 

## Demografie
Componența etnică a satului Hőgyész
     Maghiari (80,45%)
     Germani (10,66%)
     Romi (7,34%)
     Necunoscut (1,41%)
     Români (0,13%)
     Alții (1,41%)
Componența confesională a satului Hőgyész
     Romano-catolici (56,21%)
     Fără religie (12,11%)
     Luterani (2,06%)
     Reformați (2,02%)
     Necunoscută (27,16%)
     Atei (0,44%)
     Alte religii (1,48%)
Conform recensământului din 2011, satul Hőgyész avea 2.964 de locuitori. Din punct de vedere etnic, majoritatea locuitorilor (80,45%) erau maghiari, existând și minorități de germani (10,66%) și romi (7,34%). Apartenența etnică nu este cunoscută în cazul a 1,41% din locuitori.  Din punct de vedere confesional, majoritatea locuitorilor (56,21%) erau romano-catolici, existând și minorități de persoane fără religie (12,11%), luterani (2,06%) și reformați (2,02%). Pentru 27,16% din locuitori nu este cunoscută apartenența confesională.